# Ali i Ava
Ali i Ava (títol original: Ali & Ava) és una pel·lícula de drama britànica de 2021, escrita i dirigida per Clio Barnard. Adeel Akhtar i Claire Rushbrook són els protagonistes de la pel·lícula. S'ha doblat i subtitulat al català.
L'estrena mundial de la pel·lícula va tenir llor al 74è Festival Internacional de Cinema de Canes el dia 11 de juliol de 2021 i va ser estrenada al Regne Unit el 4 de març de 2022.

## Sinopsi
La pel·lícula se situa al poble de Bradford. L'Ava és una dona que viu amb una parella abusiva. L'Ali, un propietari de la zona, té problemes matrimonials. Quan els dos es coneixen, s'enamoren l'un de l'altre, però la seva relació serà complicada a causa dels seus passats diferents.

## Repartiment
- Adeel Akhtar com a Ali
- Claire Rushbrook com a Ava
- Ellora Torchia com a Runa
- Shaun Thomas com a Callum
- Natalie Gavin com a Dawn
- Mona Goodwin com a Michelle
- Sienna Afsar com a Ali niece
- Siraj Hussain com a Hashim

## Producció
El gener de 2020, va ser anunciat que Adeel Akhtar i Claire Rushbrook s'havien unit al repartiment de la pel·lícula, que Clio Barnard dirigiria i escriuria el guió de la pel·lícula, que BBC Film seria la productora de la pel·lícula i que Altitude Film Distribution seria l'encarregada de distribuir la pel·lícula al Regne Unit.

## Estrena
Ali & Ava es va estrenar el dia 11 de juliol de 2021 al Festival Internacional de Cinema de Canes de 2021 en la secció de Directors Fortnight.
La pel·lícula, als cinemes de Regne Unit, va ser estrenada el 4 de març de 2022. El gener de 2022 es va anunciar que Greenwich Entertainment havia adquirit els drets de distribució de la pel·lícula als Estats Units i està previst que en aquest país s'estreni durant l'estiu de 2022.

## Recepció
Al lloc web Rotten Tomatoes, la pel·lícula compta amb una aprovació del 94% i una nota del 7.70/10, puntuacions en base a 53 ressenyes. El consens dels crítics diu: "La història d'amor tendre i natural d'Ali & Ava afegeix un altre capítol important a la filmografia de Clio Barnard." A Metacritic, Ali & Ava, les 10 opinions de crítics, li han atorgat una nota de 77 sobre 100, indicant "crítiques generalment favorables".

## Premis i nominacions
| Data de la cerimònia  | Premis                          | Categoria                               | Nominat(s)                     | Resultat  | Ref.          |
| --------------------- | ------------------------------- | --------------------------------------- | ------------------------------ | --------- | ------------- |
| 5 de desembre de 2021 | Premis British Independent Film | Millor pel·lícula britànica independent | Clio Barnard & Tracy O'Riordan | Nominades | [ 14 ]        |
| 5 de desembre de 2021 | Premis British Independent Film | Millor guió                             | Clio Barnard                   | Nominada  | [ 14 ]        |
| 5 de desembre de 2021 | Premis British Independent Film | Millor director                         | Clio Barnard                   | Nominada  | [ 14 ]        |
| 5 de desembre de 2021 | Premis British Independent Film | Millor actor                            | Adeel Akhtar                   | Guanyador | [ 14 ]        |
| 5 de desembre de 2021 | Premis British Independent Film | Millor actriu                           | Claire Rushbrook               | Nominada  | [ 14 ]        |
| 5 de desembre de 2021 | Premis British Independent Film | Millor càsting                          | Shaheen Baig                   | Nominada  | [ 14 ]        |
| 5 de desembre de 2021 | Premis British Independent Film | Millor música                           | Connie Farr & Harry Escott     | Nominats  | [ 14 ]        |
| 13 de març de 2022    | Premis BAFTA                    | Millor pel·lícula britànica             | Ali & Ava                      | Nominada  | [ 15 ] [ 16 ] |
| 13 de març de 2022    | Premis BAFTA                    | Millor actor protagonista               | Adeel Akhtar                   | Nominat   | [ 15 ] [ 16 ] |